# Calendario induista

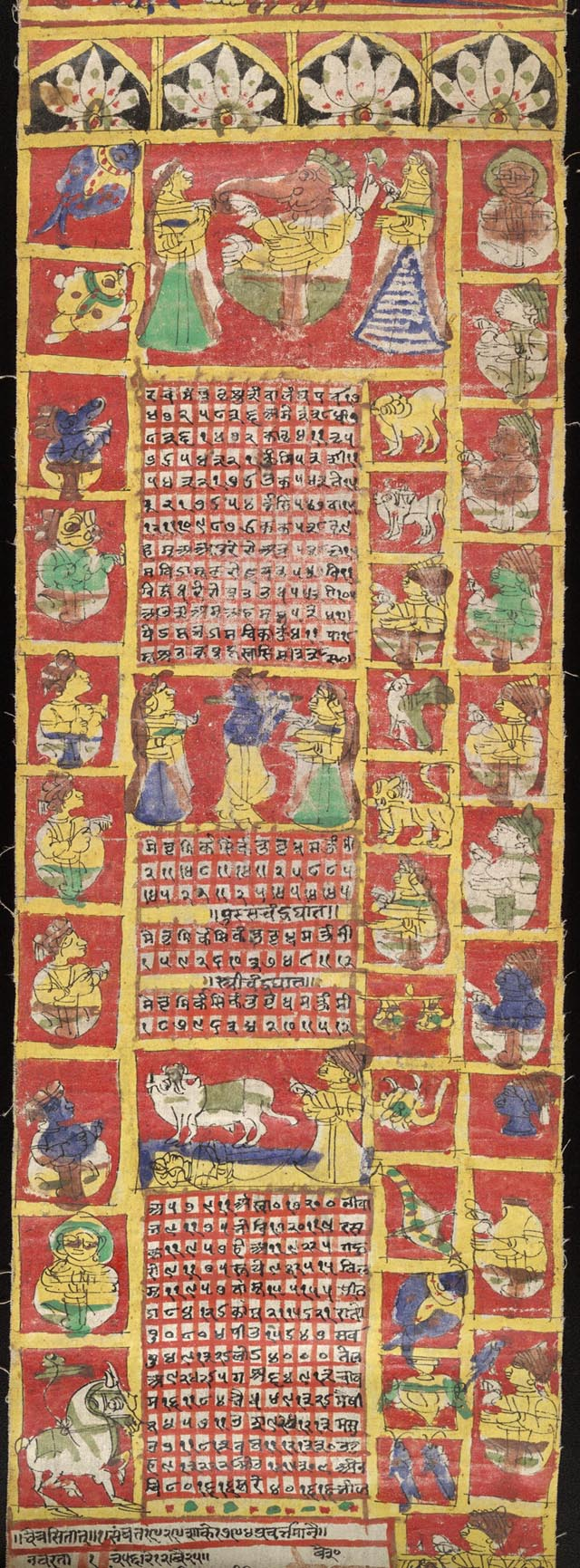
Una pagina del calendario induista 1871-72

Il calendario induista era il calendario usato in India in epoca vedica, che dopo molti cambiamenti e modifiche a seconda delle diverse regioni si è suddiviso nei moderni calendari indiani regionali, oltre che nel calendario nazionale indiano. Questi ultimi derivano principalmente da un sistema originariamente enunciato nel Jyotish Vedanga (una delle sei aggiunte ai Veda, tra il XII secolo a.C. e il XIV secolo a.C.), poi standardizzato nel 278 d.C. (III secolo) e quindi corretto da astronomi come Aryabhata (499), Varāhamihira (VI secolo), Bhāskara (XII secolo), e Fatehullah Shirazi (XVI secolo). Ci sono differenze e varianti regionali.

## I giorni
Il giorno del calendario induista comincia con l'alba; gli sono assegnate cinque "proprietà", chiamate anga:
- tithi o giorno del mese lunare
- vaasara o giorno della settimana
- nakṣatra o casa lunare
- yoga
- karana o mezzo-tithi

Insieme prendono il nome di panchānga, dove pancha significa "cinque" in sanscrito.

### Tithi e paksha
La distanza angolare (antioraria) tra sole e luna misurata dalla terra lungo l'eclittica (il cerchio nel cielo in cui sole, luna e pianeti sembrano muoversi) può variare tra 0° e 360°; si divide questa in 30 parti; ogni parte perciò finisce a 12°, 24° e così via. Il tempo trascorso dalla luna in ciascuna di queste parti (cioè il tempo che occorre affinché la distanza angolare aumenti a passi di 12° partendo da 0°) è chiamato tithi.
Il mese ha due paksha (gruppi di due settimane, di seguito "quindicine"): i primi quindici tithi compongono la quindicina luminosa o shukla paksha e i successivi quindici tithi compongono la quindicina oscura o krishna paksha. Ai tithi ci si riferisce con il loro paksha e un numero d'ordine all'interno del paksha. Il quindicesimo tithi della quindicina luminosa (luna piena) è chiamato pūrnimā e il quindicesimo della quindicina oscura (luna nuova) è chiamato amāvāsyā.
Il tithi in cui la luna si trova al momento dell'alba è considerato il tithi del giorno.

### Vaasara
I giorni della settimana sono generalmente sette. L'ordine qui presentato è quello equivalente al nostro da lunedì a domenica.
1. Soma vāsara
2. Mangala vāsara
3. Budha vāsara
4. Guru vāsara
5. Shukra vāsara
6. Shani vāsara
7. Ravi vāsara

Ci sono molte varianti su questi nomi, usando altri nomi per i corpi celesti (Luna, Marte, Mercurio, Giove, Venere, Saturno e Sole). La parola vāsara, che significa "giorno della settimana", nel gergo popolare diventa 'vaara', cosicché venerdì diviene 'Shukravaara' e così via.

### Nakṣatra
L'eclittica è divisa in 27 nakṣatra, talvolta chiamati case lunari o asterismi, che riflettono l'orbita della luna contro le stelle fisse, per una durata di 27 giorni e 7¾ ore. Il calcolo dei nakṣatra era già conosciuto al tempo del Rig Veda (secondo-primo millennio a.C.).
Il punto di partenza di questa divisione è il punto dell'eclittica opposto alla stella Spica, chiamata Chitrā in sanscrito, anche se ne esistono altri nomi leggermente differenti; è anche chiamata Meshādi o "inizio dell'Ariete". L'eclittica è divisa in nakṣatra contando verso est da questo punto.
Di seguito i nakṣatra con le corrispondenti parti del cielo, secondo l'Appendice di Basham; come sempre, ci sono altre versioni con leggere differenze. I nomi sulla colonna di destra segnalano la corrispondenza tra i nakṣatra e i nomi moderni delle stelle. Da notare che i nakṣatra sono (in questo contesto) non singole stelle ma segmenti dell'eclittica occupati da (o prossimi a) una o più stelle; perciò ci possono essere molte stelle in un nakṣatra.
| I     | Ashvinī           | β e γ Arietis (fronte dell'Ariete)                            |
| II    | Bharanī           | 35, 39, e 41 Arietis                                          |
| III   | Krittikā          | Pleiadi                                                       |
| IV    | Rohinī            | Aldebaran                                                     |
| V     | Mrigashīrsha      | λ, φ1 e φ2 Orionis (testa di Orione)                          |
| VI    | Ārdrā             | Betelgeuse                                                    |
| VII   | Punarvasu         | Castore e Polluce                                             |
| VIII  | Pushya            | γ, δ e θ Cancri                                               |
| IX    | Āshleshā          | δ, ε, η, ρ e σ Hydrae                                         |
| X     | Maghā             | Regolo                                                        |
| XI    | Pūrva Phalgunī    | δ e θ Leonis                                                  |
| XII   | Uttara Phalgunī   | Denebola                                                      |
| XIII  | Hasta             | α, β, γ, δ, ε Corvi (costellazione del Corvo).                |
| XIV   | Chitrā            | Spica                                                         |
| XV    | Svātī             | Arturo                                                        |
| XVI   | Vishākhā          | α, β, γ e ι Librae                                            |
| XVII  | Anurādhā          | β, δ e π Scorpii                                              |
| XVIII | Jyeshtha          | Antares, σ e τ Scorpii                                        |
| XIX   | Mūla              | ε, ζ1-ζ2, η, θ, ι, κ, λ, μ e ν Scorpii (coda dello Scorpione) |
| XX    | Pūrva Ashādhā     | δ e ε Sagittarii                                              |
| XXI   | Uttara Ashādhā    | ζ e σ Sagittarii                                              |
| XXII  | Shravana          | Altair, β e γ Aquilae                                         |
| XXIII | Shravishthā       | α, β, γ e δ Delphini (testa del Delfino).                     |
| XXIV  | Shatabhishaj      | γ Aquarii                                                     |
| XXV   | Pūrva Bhādrapada  | α e β Pegasi                                                  |
| XXVI  | Uttara Bhādrapada | γ Pegasi e α Andromedae                                       |
| XXVII | Revatī            | ζ Piscium                                                     |

Un ventottesimo nakṣatra aggiuntivo, Abhijit (Vega, ε e ζ Lyrae, tra Uttara Ashādhā e Shravana), è necessario affinché il mese siderale abbia otto ore in più; a differenza dell'arco di 13° 20' dei 27 nakṣatra propriamente detti, Abhijit copre 4° 14' per riflettere l'arco di 7¾ ore.
Il nakṣatra in cui la luna si trova all'alba è il nakṣatra del giorno.

### Yoga
La distanza angolare tra l'eclittica e ogni corpo celeste, misurata dal Meshādi (come definito sopra) è chiamata la sua "longitudine": sommando la longitudine del sole e quella della luna, si ottiene un valore tra 0° e 360° (valori maggiori o uguali a 360° si riportano a 360° sottraendo 360°). Questo valore è poi diviso in 27 parti; ogni parte sarà quindi di 800' (dove ' è il simbolo del minuto d'arco, cioè 1/60 di grado), e viene chiamata yoga: di seguito la lista dei loro nomi.
1. Vishkambha
2. Prīti
3. Āyushmān
4. Saubhāgya
5. Shobhana
6. Atiganda
7. Sukarman
8. Dhriti
9. Shūla
10. Ganda
11. Vriddhi
12. Dhruva
13. Vyāghāta
14. Harshana
15. Vajra
16. Siddhi
17. Vyatīpāta
18. Varigha
19. Parigha
20. Shiva
21. Siddha
22. Sādhya
23. Shubha
24. Shukla
25. Brāhma
26. Māhendra
27. Vaidhriti

Di nuovo, si possono trovare leggere varianti, e al solito, lo yoga dell'alba è lo yoga del giorno.

### Karana
Un karana è un mezzo tithi; per essere precisi un karana è il tempo necessario affinché la distanza angolare tra il sole e la luna cresca a passi di 6° partendo da 0°.
Poiché i tithi sono trenta ci si aspetterebbe sessanta karana, ma ce ne sono solo undici: quattro karana "fissi" e sette karana ricorrenti. I quattro fissi sono:
1. Kimstughna
2. Shakuni
3. Chatushpād
4. Nāgava

I sette ricorrenti sono:
1. Bava
2. Bālava
3. Kaulava
4. Taitula
5. Garajā
6. Vanijā
7. Vishti (Bhadrā)

- La prima metà del primo tithi (della quindicina luminosa) è sempre Kimstughna karana, perciò questo è fisso.
- I sette karana ricorrenti si ripetono otto volte a coprire i successivi 56 mezzi-tithi, da cui il loro nome.
- I tre mezzi-tithi restanti sono gli altri karana fissi in ordine.
- Così si ottengono sessanta karana da undici.

Il karana dell'alba è il karana del giorno.

## Mesi e anni del calendario solare
Come precedentemente evidenziato il sole sembra viaggiare lungo l'eclittica; si divide l'eclittica in dodici parti chiamate rāshi, a partire dal Meshādi definito sopra e muovendosi verso est.
I nomi dei rāshi corrispondono a quelli dello zodiaco occidentale, e potrebbero indicare una comune origine sumera; un certo livello di omogeneità è anche dovuto a scambi astronomici con i greci, come nel Romaka Siddhanta. Questa tabella elenca i rāshi con i loro equivalenti occidentali:
| (Rashi) Saur Maas (mesi solari) | Ritu (stagione)            | Mesi gregoriani   | Zodiaco    |
| ------------------------------- | -------------------------- | ----------------- | ---------- |
| Mesha                           | Vasanta (primavera)        | Aprile/Maggio     | Ariete     |
| Vrushabha                       | Vasanta (primavera)        | Maggio/Giugno     | Toro       |
| Mithuna                         | Grishma (estate)           | Giugno/Luglio     | Gemelli    |
| Karka                           | Grishma (estate)           | Luglio/Agosto     | Cancro     |
| Simha                           | Varsha (monsoni)           | Agosto/Settembre  | Leone      |
| Kanya                           | Varsha (monsoni)           | Settembre/Ottobre | Vergine    |
| Tula                            | Sarat (autunno)            | Ottobre/Novembre  | Bilancia   |
| Vrushchika                      | Sarat (autunno)            | Novembre/Dicembre | Scorpione  |
| Dhanu                           | Hemantha (autunno-inverno) | Dicembre/Gennaio  | Sagittario |
| Makar                           | Hemantha (autunno-inverno) | Gennaio/Febbraio  | Capricorno |
| Kumbha                          | Sisir (inverno-primavera)  | Febbraio/Marzo    | Aquario    |
| Meena                           | Sisir (inverno-primavera)  | Marzo/Aprile      | Pesci      |

Il giorno in cui il sole entra in un rāshi prima del tramonto è considerato il primo giorno di quel mese; se invece il sole entra in un rāshi dopo il tramonto ma prima dell'alba, allora il primo giorno del mese è il giorno successivo (anche qui ci sono delle piccole varianti). I giorni del mese sono numerati progressivamente a partire da 1.
Ci sono quindi dodici mesi con lunghezza compresa tra i 29 e i 32 giorni, variazione di lunghezza dovuta al fatto che l'orbita della Terra intorno al Sole è un'ellisse, ma dipendente anche dal fatto che il punto di transito avvenga prima o dopo l'alba. I mesi prendono il nome del rāshi in cui il sole si trova in quel mese.
Il capodanno cade nel primo giorno di Mesha, attualmente corrispondente all'incirca al 15 aprile del calendario gregoriano.

## Mesi e anni del calendario lunisolare
Quando si verifica una luna nuova prima dell'alba, il giorno successivo è il primo del mese lunare, perciò si può dire che la luna nuova segna la fine del mese lunare; un mese lunare è composto di 29 o 30 giorni (in accordo al movimento della luna).
Il tithi dell'alba è l'unico riferimento per il giorno; non è prevista una numerazione dei giorni del mese. Questo porta a delle anomalie, poiché capita talvolta che due giorni successivi abbiano lo stesso tithi; in questo caso, il secondo è chiamato adhika tithi dove adhika significa "in più". Talvolta invece, un tithi non arriva all'alba, e perciò non ci sarà nessun giorno per quel tithi, che sarà allora chiamato tithi kshaya dove kshaya significa "perduto".

### Nomi dei mesi lunari
Ci sono dodici mesi lunari:
1. Chaitra
2. Vaishākha
3. Jyeshtha
4. Āshādha
5. Shrāvana
6. Bhādrapada
7. Āshwina
8. Kārtika
9. Mārgashīrsha
10. Pausha
11. Māgha
12. Phālguna

Determinare il nome del mese lunare però non è immediato: dipende dal rāshi in cui il mese transita nel mese lunare, cioè prima della luna nuova che pone fine al mese; essendoci dodici rāshi, ci sono perciò dodici mesi lunari. Quando il sole transita nel Mesha rāshi in un mese lunare, il nome del mese è Chaitra; quando transita in Vrishabha, allora è Vaishākha, e così via.
L'origine grammaticale in sanscrito del mese lunare Chaitra è: il mese (lunare) che ha la luna piena vicino al nakṣatra Chitrā è chiamato Chaitra. Allo stesso modo, per i nakṣatra Vishākhā, Jyeshthā, (Pūrva) Ashādhā, Shravana, Bhādrapada, Ashvinī (anticamente Ashvayuj), Krittikā, Mrigashīrsha, Pushya, Maghā e (Pūrva/Uttara) Phalgunī si ricavano i nomi Vaishākha, Jyaishtha, e così via.
I mesi lunari si dividono in due paksha di quindici giorni.
Il paksha crescente è chiamato shuklapaksha, "metà luminosa", e il paksha calante krishnapaksha, "metà oscura".
Ci sono due differenti sistemi per costruire i calendari lunari:
- amanta o mukhya mana system - un mese inizia con la luna nuova, seguito nel Sud dell'India
- purnimanta o gauna mana system - un mese inizia con la luna piena, seguito al Nord dell'India.

#### Mesi in più
Quando il sole non transita in nessun rāshi nell'arco di un mese lunare, ma continua a muoversi nello stesso rāshi, allora quel mese lunare prenderà il nome dal transito successivo, e prenderà l'epiteto adhika o "in più". Per esempio, se un mese lunare trascorre senza transiti solari e il prossimo transito è in Mesha, allora il mese senza transiti è adhika Chaitra, e il mese successivo prenderà il nome in base al suo transito come di consueto e avrà l'epiteto nija ("originale") o shuddha ("pulito"); quindi adhika māsa (mese) è il primo dei due mentre adhika tithi è il secondo.
Un adhika māsa capita una volta ogni due o tre anni.

#### Mesi perduti
Se il sole transita in due rāshi in un mese lunare, allora il mese prenderà il nome da entrambi i transiti e avrà l'epiteto kshaya o "perduto", nel senso ovviamente che si è perduta la distinzione. Per esempio, se il sole transita in Mesha e Vrishabha in un mese lunare, questo sarà chiamato Chaitra-Vaishaakha kshaya, e non ci saranno mesi distinti chiamati Chaitra e Vaishākha.
Uno kshaya māsa capita molto di rado; intervalli noti perché si verifichi uno kshaya māsa sono 19 o 141 anni. L'ultimo è stato nel 1983; dal 15 gennaio al 12 febbraio fu Pausha-Māgha kshaya, mentre dal 13 febbraio in poi fu (adhika) Phālguna.

#### Caso congiunto
Questo è un caso molto speciale: se non c'è un transito solare in un mese lunare ma ce ne sono due in quello successivo,
- il primo prenderà il nome dal primo transito del secondo mese, e avrà l'epiteto adhika
- il secondo prenderà il nome da entrambi come consueto per uno kshaya māsa.

Questo è anche un caso estremamente raro. L'ultimo fu nel 1315: dall'8 ottobre al 5 novembre fu adhika Kārtika, mentre dal 6 novembre al 5 dicembre fu Kārtika-Māgashīrsha kshaya; dal 6 dicembre in poi fu Pausha.

### Osservanze religiose in caso di mesi in più o perduti
Tra mesi normali, adhika e kshaya, i primi sono considerati "migliori" per scopi religiosi; cioè, se una festività cade nel decimo tithi di Āshvayuja (questa è chiamata Vijayadashamī) e ci sono due Āshvayuja a causa di un adhika Āshvayuja, la festa sarà celebrata nel secondo mese nija; però, se il secondo è un āshvayuja kshaya allora la festa si celebrerà nel primo adhika.
Quando due mesi sono fusi a causa di uno kshaya māsa, le feste di entrambi i mesi si celebrano in questo kshaya māsa; per esempio la festa di Mahāshivarātri, che si tiene nel quattordicesimo tithi del Māgha krishna paksha, nel 1983 fu osservata nel corrispondente tithi di Pausha-Māgha kshaya krishna paksha, poiché in quell'anno Pausha e Māgha erano fusi, come precedentemente spiegato.

### Anni del calendario lunisolare
Il capodanno cade nel primo giorno dello shukla paksha di Chaitra; nel caso di mesi adhika o kshaya che colpiscano Chaitra le precedentemente enunciate regole religiose si applicano con i seguenti risultati:
- se un adhika Chaitra è seguito da un nija Chaitra, il nuovo anno comincia con il nija Chaitra;
- se un adhika Chaitra è seguito da un Chaitra-Vaishākha kshaya, il nuovo anno comincia con l'adhika Chaitra;
- se un Chaitra-Vaishākha kshaya si verifica senza adhika Chaitra a precedere, questo comincia il nuovo anno;
- se un Phālguna-Chaitra kshaya si verifica, questo comincia il nuovo anno.

## Un altro tipo di calendario lunisolare
C'è un altro tipo di calendario lunisolare, differente dal precedente per il modo in cui sono assegnati i nomi ai mesi; questa sezione descrive le differenze tra i due.
Quando una luna piena (invece di una luna nuova) capita prima dell'alba, quel giorno sarà il primo del mese lunare; in questo caso, la fine del mese lunare coincide con una luna piena. Questo è chiamato pūrnimānta māna o "sistema con luna piena finale", opposto all'amānta māna o "sistema con luna nuova finale" usato prima.
Questa definizione porta molte complicazioni:
- Il primo paksha del mese è il krishna e il secondo lo shukla.
- Il capodanno è ancora il primo giorno del Chaitra shukla paksha, i successivi paksha saranno il Vaishākha krishna, Vaishākha shukla, Jyaishtha krishna e così via, fino al Phālguna krishna, Phālguna shukla e Chaitra krishna, che è ora l'ultimo paksha dell'anno.
- Lo shukla paksha di un certo mese, per esempio Chaitra, ha gli stessi giorni in entrambi i sistemi, come si deduce dalle regole, ma i Chaitra krishna paksha definiti dai due sistemi cadranno in giorni diversi, visto che il Chaitra krishna paksha precede il Chaitra shukla paksha nel sistema pūrnimānta ma lo segue nel sistema amānta.
- Sebbene i mesi regolari siano definiti dalla luna piena, i mesi lunari adhika e kshaya sono ancora definiti dalla luna nuova; cioè, anche se si segue il sistema pūrnimānta, i mesi adhika o kshaya cominciano con la prima alba dopo la luna nuova, e finiscono con la luna nuova successiva.
- Il mese adhika sarà perciò schiacciato tra i due paksha del mese nija; per esempio un Shrāvana adhika māsa sarà inserito come segue:
  1. nija Shrāvana krishna paksha
  2. adhika Shrāvana shukla paksha
  3. adhika Shrāvana krishna paksha and
  4. nija Shrāvana shukla paksha
dopo di che viene Bhādrapada krishna paksha come di consueto.
- Se c'è un adhika Chaitra, questo seguirà il (nija) Chaitra krishna paksha alla fine dell'anno: solo con il nija Chaitra shukla paksha comincia veramente l'anno.
- Il caso di uno kshaya è più complicato: se nel sistema amānta c'è un Pausha-Māgha kshaya, nel pūrnimānta ci saranno i seguenti paksha:
  1. Pausha krishna paksha
  2. Pausha-Maagha kshaya shukla paksha
  3. Maagha-Phaalguna kshaya krishna paksha
  4. Phālguna shukla paksha.
- Il caso speciale in cui un adhika māsa precede uno kshaya māsa è ancora più complicato; innanzitutto, ricordiamo che l'Āshvayuja shukla paksha è lo stesso in entrambi i sistemi: dopo di questo vengono i seguenti paksha:
  1. nija Kārtika krishna paksha
  2. adhika Kārtika shukla paksha
  3. adhika Kārtika krishna paksha
  4. Kārtika-Māgashīrsha kshaya shukla paksha
  5. Māgashīrsha-Pausha kshaya krishna paksha
  6. Pausha shukla paksha
dopo di che viene Māgha krishna paksha come di consueto.
- Le considerazioni per il nuovo anno sono:
  1. Se c'è un Chaitra-Vaishākha kshaya shukla paksha:
    1. Se un adhika Chaitra lo precede, allora l'adhika Chaitra shukla paksha comincia il nuovo anno
    2. Se no, lo kshaya shukla paksha comincia il nuovo anno

  2. Se c'è un Phālguna-Chaitra kshaya shukla paksha, questo comincia il nuovo anno

Si deve considerare, però, che nessuna delle complicazioni summenzionate causa un cambiamento nel giorno in cui si tengono le festività religiose; poiché solo il nome dei krishna paksha del mese cambia nei due sistemi, le festività che cadono nel krishna paksha rimarranno nello stesso giorno anche se il paksha ha un altro nome: cioè, il Mahāshivarātri, che nell'amānta māna si festeggia il quattordicesimo giorno del Māgha krishna paksha, nel pūrnimānta māna si festeggia nel quattordicesimo giorno del Phālguna krishna paksha.

## Corrispondenza tra calendario lunisolare e calendario solare
Un calendario lunisolare è sempre un calendario lunare con dei meccanismi che lo avvicinano al calendario solare: cioè, il capodanno del calendario lunisolare è mantenuto in prossimità (entro certi limiti) di quello del calendario solare.
Poiché i mesi lunari induisti sono basati su transiti solari, e il mese lunare Chaitra sarà, come detto prima, sempre vicino al mese solare Mesha, il calendario lunisolare induista sarà sempre al passo con il calendario solare induista.

## Conteggio degli anni
La data di inizio del calendario induista (sia solare sia lunisolare) è il 23 gennaio 3102 a.C. nel calendario gregoriano; da questa data ogni anno è indicato con il numero di anni "trascorsi". Questa è una caratteristica unica, perché tutti gli altri sistemi indicano un anno con un numero d'ordine; per esempio, nel 2006 del calendario gregoriano, sono trascorsi 5 106 anni nel calendario induista, perciò questo è il 5 107º anno.
Un anno del calendario lunisolare generalmente inizia un po' prima di quello del calendario solare.

### Nomi degli anni
Oltre al sistema di numerazione sopra descritto, c'è anche un ciclo di sessanta nomi per gli anni del calendario, che comincia con l'inizio del calendario e prosegue infinitamente:
1. Prabhava
2. Vibhava
3. Shukla
4. Pramoda
5. Prajāpati
6. Āngirasa
7. Shrīmukha
8. Bhāva
9. Yuvan
10. Dhātri
11. Īshvara
12. Bahudhānya
13. Pramāthin
14. Vikrama
15. Vrisha
16. Chitrabhānu
17. Svabhānu
18. Tārana
19. Pārthiva
20. Vyaya
21. Sarvajit
22. Sarvadhārin
23. Virodhin
24. Vikrita
25. Khara
26. Nandana
27. Vijaya
28. Jaya
29. Manmatha
30. Durmukha
31. Hemalambin
32. Vilambin
33. Vikārin
34. Shārvari
35. Plava
36. Shubhakrit (il nome dell'attuale anno induista 2022-2023)
37. Shobhana
38. Krodhin
39. Vishvāvasu
40. Parābhava
41. Plavanga
42. Kīlaka
43. Saumya
44. Sādhārana
45. Virodhikrit
46. Paritāpin
47. Pramādin
48. Ānanda
49. Rākshasa
50. Anala
51. Pingala
52. Kālayukti
53. Siddhārthin
54. Raudra
55. Durmati
56. Dundubhi
57. Rudhirodgārin
58. Raktāksha
59. Krodhana
60. Kshaya

### Epoche
La mitologia induista parla di quattro epoche o età, delle quali ci troviamo nell'ultima.
1. Krita Yuga o Satya Yuga
2. Tretā Yuga
3. Dvāpara Yuga
4. Kali Yuga

Sono spesso tradotte come età dell'oro, dell'argento, del bronzo e del ferro (yuga significa epoca o età); si crede che le epoche vedano un graduale declino di dharma, saggezza, conoscenza, capacità intellettuale, longevità e forza emotiva e fisica. L'inizio del calendario è anche l'inizio del Kali Yuga, che dura 432 000 anni; le epoche Dvāpara, Tretā e Krita (Satya) Yuga sono durate il doppio, il triplo e quattro volte quanto il Kali Yuga rispettivamente, perciò insieme coprono 4 320 000 anni, periodo complessivamente chiamato Chaturyuga o Mahāyuga ("grande era"). Un interessante parallelo può essere la divisione di Esiodo delle Età dell'Uomo, d'oro, d'argento, di bronzo, degli eroi, e del ferro.
Mille chaturyuga sarebbero secondo l'induismo un giorno (e altri mille una notte) del creatore Brahmā; alla fine di ogni giorno di Brahmā, durante la notte, l'universo si dissolve parzialmente (pralaya); Brahmā vive per cento anni di 360 siffatti giorni e notti, un mahākalpa, e alla fine si dissolverà, insieme a tutta la sua Creazione, nell'Anima Eterna o Paramātman (mahāpralaya).
Un'altra visione sulla durata di uno yuga è data dal guru Swami Sri Yukteswar nel suo libro La scienza sacra. Secondo questa visione, il chaturyuga dura molto meno, nell'ordine delle migliaia di anni, e si muove ciclicamente; secondo i calcoli descritti nel libro, il più recente cambiamento dello yuga è stato nel 1800, quando la Terra passò da Kali Yuga a Dvāpara Yuga: ora siamo nella spirale ascendente, e passeremo nel Tretā Yuga nell'arco di qualche secolo. Secondo il libro, la qualità dell'intelletto umano dipende dalla distanza del sole dal centro della galassia e altre stelle potenti; il centro della galassia è Viṣṇunābhi, o "ombelico di Visnù", e più vicino a esso è il sole, più energia il sistema solare riceve, e maggiore è il livello di sviluppo umano.

## Storia
Il calendario induista è originario dell'epoca vedica; ci sono molti riferimenti alle sue regole nei Veda. Il Vedānga (aggiunta ai Veda) detto Jyautisha (letteralmente, "studio dei corpi celesti") regolamentò definitivamente tutti gli aspetti dei calendari induista. Dopo l'epoca vedica ci furono molti studiosi come Āryabhata (quinto secolo), Varāhamihira (sesto secolo) e Bhāskara (dodicesimo secolo) esperti nel Jyautisha che contribuirono allo sviluppo del calendario induista.
Il testo più autorevole e ampiamente usato per i calendari induista è il Sūrya Siddhānta, un testo di età ignota, che alcuni pongono nel decimo secolo.
Il calendario vedico tradizionale cominciava con il mese agrahayan (agra=primo + ayan=equinozio) o Mārgashirshe; come si intuisce dal nome era il mese comprendente l'equinozio di primavera: il nome mārgashirshe era il quinto nakṣatra. A causa della precessione degli equinozi l'equinozio di primavera si trova ora in Pesci, e corrisponde al mese chaitra; proprio questo spostamento ha condotto a diverse riforme del calendario in varie regioni ponendo altri mesi come primo dell'anno. Perciò alcuni calendari (per esempio il Vikram) cominciano con Chaitra, l'attuale mese dell'equinozio di primavera, come primo mese, mentre altri partono con Vaisakha (per esempio il calendario Bangabda). Se agrahaayana corrispondeva all'equinozio di primavera si può dedurre che la tradizione originale risale al quarto-quinto millennio a.C., poiché il periodo di precessione è di circa 25.800 anni.

## Varianti regionali
Il Comitato di riforma del calendario indiano, costituito nel 1952 (poco dopo l'indipendenza dell'India), identificò più di trenta calendari ben costruiti, tutte varianti del Surya Siddhanta qui descritto, di uso sistematico in differenti aree del Paese. Tra questi i diffusi Vikrama e Shalivahana e loro varianti regionali. Un calendario solare totalmente differente è in uso nel Tamil Nadu e in Kerala.

### Calendari Vikrama e Shalivahana
I due calendari più diffusi in India oggi sono il Vikrama seguito nel nord e lo Shalivahana o Saka seguito al sud e in Maharashtra.
Sia il Vikrama sia lo Shalivahana sono calendari lunisolari, e prevedono cicli annuali di dodici mesi lunari, ciascun mese diviso in due fasi: la 'metà luminosa' (shukla) e la 'metà oscura' (bahula), corrispondenti rispettivamente ai periodi di luna crescente e calante. Perciò, il periodo tra il primo giorno dopo la luna nuova e il giorno di luna piena costituisce lo shukla paksha o 'metà luminosa' del mese; il periodo tra il primo giorno dopo la luna piena e il giorno di luna nuova costituisce il bahula paksha o 'metà oscura' del mese.
I nomi dei dodici mesi, come la loro successione, sono gli stessi in entrambi i calendari; tuttavia, il capodanno è celebrato in momenti diversi e l'"anno zero" dei due calendari è differente; nel calendario Vikrama, l'anno zero è il 56 a.C., mentre è il 78 d.C. nel calendario Shalivahana. Il calendario Vikrama comincia con il mese Kartika (ottobre/novembre) e la festa Dīpāvalī segna il capodanno; il calendario Shalivahana comincia con il mese Chaitra (marzo/aprile) e la festa Ugadi/Gudi Padwa segna il capodanno. Un'altra differenza tra i due calendari è che mentre ogni mese nel Vikrama comincia con la 'metà oscura' seguita dalla 'metà luminosa', mentre nello Shalivahana accade l'opposto.

### Calendari nazionali nel Sud-Asia
Una variante del calendario Shalivahana fu modificata e standardizzata come calendario nazionale indiano nel 1957. Questo calendario ufficiale segue lo Shalivahana cominciando l'anno con il mese Chaitra e contando gli anni dal 78 d.C.; prevede anche un numero di giorni costante in ogni mese (con anni bisestili).
Il calendario del Bangladesh, il Bangabda (introdotto nel 1584), è ampiamente adottato anche nell'India orientale. Una riforma di questo calendario è avvenuta in Bangladesh nel 1966, con giorni costanti in ogni mese e anni bisestili, ed è oggi il calendario nazionale del Bangladesh.
Il Nepal segue il calendario Vikram.
Gli stessi nomi dei mesi e pressappoco le stesse durate si ritrovano in un gran numero di calendari buddhisti in Sri Lanka, Tibet e altre aree.

### Corrispondenza tra calendari
Come indicatore della differenza il 'Whitaker Almanac' riporta che l'anno gregoriano 2000 corrispondeva con:
- L'anno 6001 del calendario Kaliyuga;
- L'anno 2544 del calendario Buddha Nirvana;
- L'anno 2057 del calendario Vikram Samvat;
- L'anno 1922 del calendario Saka;
- L'anno 1921 (lì rappresentato in termini di lustri) del calendario Vedanga Jyotisa;
- L'anno 1407 del calendario Bengali San;
- L'anno 1176 del calendario Kollam.